# OMX Helsinki
L'OMX Helsinki est un indice boursier de la bourse d'Helsinki composé des principales capitalisations boursières du pays.

## Composition
Au début 2019, l'indice se composait des titres suivants,:
| Symbole    | Société                     | Secteur                       |
| ---------- | --------------------------- | ----------------------------- |
| RUG1V FH   | Afarak Group                | Industrie                     |
| AHL1V FH   | Ahlstrom-Munksjö            | Matériaux                     |
| AKTAV FH   | Aktia Pankki                | Finance                       |
| ALBAV FH   | Ålandsbanken                | Finance                       |
| ALD1V FH   | Aldata Solution             | Technologies de l'information |
| ALN1V FH   | Alma Media                  | Consommation cyclique         |
| ALTIA FH   | Altia                       | Consommation cyclique         |
| APETIT FH  | Apetit                      | Consommation non cyclique     |
| ATG1V FH   | Asiakastieto Group (fi)     | Finance                       |
| ASU1V FH   | Aspo                        | Industrie                     |
| ACG1V FH   | Aspocomp Group              | Technologies de l'information |
| ATRAV FH   | Atria                       | Consommation non cyclique     |
| BAS1V FH   | Basware                     | Technologies de l'information |
| BIOBV FH   | Biohit                      | Santé                         |
| BTTI FH    | Bittium                     | Technologies de l'information |
| CPMBV FH   | CapMan                      | Finance                       |
| CGCBV FH   | Cargotec                    | Industrie                     |
| CAV1V FH   | Caverion                    | Industrie                     |
| CTY1S FH   | Citycon                     | Finance                       |
| CTH1V FH   | Componenta                  | Industrie                     |
| CONSTI FH  | Consti Yhtiöt               | Industrie                     |
| CRA1V FH   | Cramo                       | Industrie                     |
| DIG1V FH   | Digia                       | Technologies de l'information |
| DIGIGR FH  | Digitalist Group            | Technologies de l'information |
| DOV1V FH   | Dovre Group                 | Industrie                     |
| EABGB FH   | EAB Group                   | Finance                       |
| EFO1V FH   | Enedo                       | Industrie                     |
| ELEAV FH   | Elecster                    | Industrie                     |
| ELISA FH   | Elisa                       | Télécommunications            |
| ENDO FH    | Endomines (fi)              | Industrie                     |
| EQV1V FH   | eQ                          | Placement                     |
| ETT1V FH   | Etteplan                    | Industrie                     |
| EVLI FH    | Evli Pankki                 | Finance                       |
| EXL1V FH   | Exel Composites             | Industrie                     |
| FSC1V FH   | F-Secure                    | Technologies de l'information |
| FIA1S FH   | Finnair                     | Industrie                     |
| FIS1V FH   | Fiskars                     | Consommation cyclique         |
| FUM1V FH   | Fortum                      | Services aux collectivités    |
| FLG1S FH   | Finnlines                   | Industrie                     |
| GLA1V FH   | Glaston                     | Industrie                     |
| HARVIA FH  | Harvia                      | Services                      |
| HKSAV FH   | HKScan                      | Alimentaire                   |
| HONBS FH   | Honka                       | Consommation cyclique         |
| HUH1V FH   | Huhtamäki                   | Matériaux                     |
| ILK2S FH   | Ilkka-Yhtymä                | Consommation cyclique         |
| ICP1V FH   | Incap                       | Industrie                     |
| IFA1V FH   | Innofactor                  | Technologies de l'information |
| INVEST FH  | Investors House             | Finance                       |
| KAMUX FH   | Kamux (fi)                  | Consommation non cyclique     |
| KRA1V FH   | Kemira                      | Matériaux                     |
| KSLAV FH   | Keskisuomalainen            | Consommation cyclique         |
| KESBV FH   | Kesko                       | Consommation non cyclique     |
| KELAS FH   | Kesla                       | Industrie                     |
| KCR1V FH   | Konecranes                  | Industrie                     |
| KOJAMO FH  | Kojamo                      | Consommation non cyclique     |
| KNEBV FH   | Kone                        | Industrie                     |
| KCR FH     | Konecranes                  | Industrie                     |
| LAT1V FH   | Lassila & Tikanoja          | Industrie                     |
| LEHTO FH   | Lehto Group                 | Industrie                     |
| MMO1V FH   | Marimekko                   | Consommation cyclique         |
| MARAS FH   | Martela                     | Industrie                     |
| MEO1V FH   | Metso                       | Industrie                     |
| METSA FH   | Metsä Board                 | Matériaux                     |
|            | Musti ja Mirri              | Consommation                  |
| REKA FH    | Reka Industrial             | Industrie                     |
| NES1V FH   | Neste Oil                   | Énergie                       |
| NIXU FH    | Nixu                        | Technologies de l'information |
| NOHO FH    | NoHo Partners               | Consommation                  |
| NOK1V FH   | Nokia                       | Technologies de l'information |
| NRE1V FH   | Nokian Renkaat              | Consommation cyclique         |
| NDA1V FH   | Nordea                      | Finance                       |
| NLG1V FH   | Nurminen Logistics          | Industrie                     |
| OLVAS FH   | Olvi                        | Consommation non cyclique     |
| OMASP FH   | Oma Säästöpankki            | Finance                       |
| OPTOMED FH | Optomed                     | Santé                         |
| OKDAV FH   | Oriola                      | Santé                         |
| ORNAV FH   | Orion                       | Santé                         |
| OUT1V FH   | Outokumpu                   | Matériaux                     |
| OTE1V FH   | Outotec                     | Industrie                     |
| OVARO FH   | Ovaro Kiinteistösijoitus    | Finance                       |
| PNA1V FH   | Panostaja                   | Finance                       |
| PIHLIS FH  | Pihlajalinna                | Services                      |
| PON1V FH   | Ponsse                      |                               |
| PUMU FH    | PunaMusta Media             | Consommation cyclique         |
| QPR1V FH   | QPR                         | Technologies de l'information |
| QTCOM FH   | Qt Group                    | Technologies de l'information |
| RAIVV FH   | Raisio                      | Consommation non cyclique     |
| RAP1V FH   | Rapala                      | Consommation cyclique         |
| RUTAV FH   | Raute                       | Industrie                     |
| REG1V FH   | Revenio Group               | Industrie                     |
| ROBIT FH   | Robit                       | Industrie                     |
| ROVIO FH   | Rovio Entertainment         | Technologies de l'information |
| TURCS FH   | Saga Furs (fi)              | Industrie                     |
| SAMAS FH   | Sampo                       | Finance                       |
| SAA1V FH   | Sanoma                      | Consommation cyclique         |
| SCANFL FH  | Scanfil                     | Technologies de l'information |
| SCI1V FH   | Sievi Capital               | Technologies de l'information |
| SIILI FH   | Siili Solutions             | Technologies de l'information |
| SILMA FH   | Silmäasema                  | Santé                         |
| STQ1V FH   | Solteq                      | Technologies de l'information |
| SOPRA FH   | Soprano                     | Services                      |
| SOSI FH    | Sotkamo Silver (fi)         | Industrie                     |
| SRV1V FH   | SRV-yhtiöt                  | Services                      |
| SSAB FH    | SSAB                        | Industrie                     |
| SSH1V FH   | SSH Communications Security | Technologies de l'information |
| STCAS FH   | Stockmann                   | Consommation cyclique         |
| STEAV FH   | Stora Enso                  | Matériaux                     |
| HOIVA      | Suomen Hoivatilat (fi)      | Services                      |
| SUY1V FH   | Suominen                    | Consommation non cyclique     |
| TAALA      | Taaleri                     | Services                      |
| TNOM       | Talenom                     | Services                      |
| TALLINK    | Tallink                     | Services                      |
| TEM1V FH   | Tecnotree                   | Télécommunications            |
| TLT1V FH   | Teleste                     | Technologies de l'information |
| TLS1V FH   | Telia                       | Télécommunications            |
| TEM1V FH   | Tecnotree                   | Télécommunications            |
| TTALO FH   | Terveystalo                 | Santé                         |
| TIE1V FH   | Tietoevry                   | Technologies de l'information |
| TIK1V FH   | Tikkurila                   | Matériaux                     |
| TOKMAN FH  | Tokmanni                    | Consommation                  |
| TRH1V FH   | Trainers’ House             | Industrie                     |
| TULAV FH   | Tulikivi                    | Industrie                     |
| UPM1V FH   | UPM-Kymmene                 | Matériaux                     |
| UNR1V FH   | Uponor                      | Industrie                     |
| UUTEC FH   | Uutechnic Group             | Industrie                     |
| VAIAS FH   | Vaisala                     | Technologies de l'information |
| VALMT FH   | Valmet                      | Industrie                     |
| VALOE FH   | Valoe (fi)                  | Énergie solaire               |
| VIK1V FH   | Viking Line                 | Consommation cyclique         |
| WUF1V FH   | Wulff-Yhtiöt                | Consommation cyclique         |
| WRT1V FH   | Wartsila                    | Industrie                     |
| YTY1V FH   | YIT                         | Industrie                     |
| YEINT FH   | Yleiselektroniikka          | Technologies de l'information |

## Anciennes cotations
| Symbole  | Société                  | Entrée | Sortie |
| -------- | ------------------------ | ------ | ------ |
| ORA1V FH | Oral Hammaslääkärit (fi) | 1999   | 2014   |
| BTH1V FH | Biotie Therapies         | 1998   | 2016   |
| DNA1V FH | DNA                      | 2000   | 2020   |
| POY1V FH | Pöyry (fi)               | 2006   | 2019   |
| SFT1V FH | Stonesoft                | 1990   | 2016   |